# Venatrix australiensis
Venatrix australiensis Framenau & Vink, 2001 è un ragno appartenente alla famiglia Lycosidae.

## Etimologia
Il nome proprio è in riferimento alla nazione di rinvenimento degli esemplari, l'Australia, e dal suffisso latino -ensis, che significa: presente, che è proprio lì.

## Caratteristiche
L'olotipo maschile ha una lunghezza totale di 15,2mm: il cefalotorace è lungo 9mm, e largo 6,5mm.
Il paratipo femminile ha una lunghezza totale di 16,8mm: il cefalotorace è lungo 9mm, e largo 6,5mm.

## Distribuzione
La specie è stata reperita in Australia: nel Queensland e nel Nuovo Galles del Sud. Di seguito alcuni rinvenimenti:
1. l'olotipo maschile è stato rinvenuto all'interno della Boonoo State Forest, all'incrocio fra la "Wooloolni Road" e la "Basket Swamp Road", nel Nuovo Galles del Sud, nel febbraio 1993.
2. tre paratipi femminili, nello stesso luogo e data dell'olotipo maschile.
3. due esemplari femminili e due juvenili a Marlaybrook, nei pressi di Brisbane, nel Queensland[1].

## Tassonomia
Appartiene al funesta-group insieme a V. funesta - V. penola - V. roo - V. mckayi - V. koori e V. archookoora.
Al 2021 non sono note sottospecie e dal 2001 non sono stati esaminati nuovi esemplari.